# طوطی‌کاکلی گوگردی متوسط
طوطی‌کاکلی گوگردی متوسط(نام علمی: Cacatua galerita eleonora) نام یک زیرگونه از گونه طوطی‌کاکلی گوگردی است.